# Кулхудуффуши
Кулхудуффуши (мальд. ކުޅުދުއްފުށި) — город на севере Мальдивской Республики, административный центр атолла Хаа-Дхаалу.

## Географическое положение
Город расположен на одном из 38 островов атолла Хаа-Даалу, находящегося в акватории Лаккадивского моря. Абсолютная высота — 0 метров над уровнем моря. Кулхудуффуши расположен на расстоянии приблизительно 275 километров к северо-северо-западу (NNW) от Мале, столицы страны.

## Население
По данным переписи 2006 года численность населения Кулхудуффуши составляла 6998 человек, из которых мужчины составляли 47 %, женщины — соответственно 53 %. Динамика численности населения города по годам:
| 1995 | 2000 | 2006 |
| ---- | ---- | ---- |
| 5467 | 6581 | 6998 |

Население города по возрастному диапазону по данным переписи 2006 года распределилось следующим образом: 49,7 % — жители младше 18 лет, 13,5 % — между 19 и 25 годами, 31,2 % — от 26 до 64 лет, 5,6 % — в возрасте 65 лет и старше. Уровень грамотности среди всего населения составлял 96,63 %.

## Транспорт
Ближайший аэропорт — Международный аэропорт Ханимаду.